# Amphisbaena frontalis
Espèce
Amphisbaena frontalis est une espèce d'amphisbènes de la famille des Amphisbaenidae.

## Répartition
Cette espèce est endémique de l'État de Bahia au Brésil. 

## Publication originale
- Vanzolini, 1991 : Two further new species of Amphisbaena from the semi-arid northeast of Brasil (Reptilia, Amphisbaenia). Papéis Avulsos de Zoologia, São Paulo, vol. 37, n. 23, p. 347-361.